# Rupirana cardosoi
Rupirana cardosoi là một loài ếch thuộc họ Leptodactylidae. Nó là đại diện duy nhất của chi Rupirana. Đây là loài đặc hữu của Brasil.
Môi trường sống tự nhiên của chúng là đồng cỏ nhiệt đới hoặc cận nhiệt đới vùng đất cao, sông ngòi, và vùng nhiều đá. Chúng hiện đang bị đe dọa vì mất môi trường sống.